# Дeva
Дорина Такач (венг. Takács Dorina), более известная под псевдонимом Дeva, — венгерская певица и автор песен. Обладательница премии «Music Moves Europe Award» 2022 года.

## Биография
Дорина Такач пишет и исполняет электронную музыку, вдохновляясь традиционной народной венгерской музыкой. С раннего детства пела в хоре и исполняла народные танцы. В средней школе больше всего интересовалась электронной, техно и эмбиентной музыкой, но считала, что они лишены глубоких эмоций. В творческом плане сильное влияние на неё оказали «alt-J», «Weval», «Tame Impala», Нильс Фрам, Four Tet и Золтан Кодай. В 2016 году познакомилась с лидером группы «Žagar» Балажем Жагером, после чего занялась решением административных задач коллектива. После того, как Жагер основал «Move Gently Records», она присоединилась к его лейблу.
Такач училась в Будапештском университете по специальности «музыкальная культура и религиоведение», однако бросила обучение, чтобы сконцентрироваться на музыкальной карьере.
Изначально в качестве сценического имени исполнительница хотела взять себе слово Veda, но не хотела, чтобы оно ассоциировалось с чем-то возвышенным, поэтому в конечном счёте выбрала Deva. Ещё в старших классах школы артистка изучала русский язык и в своём псевдониме заменила первую букву D на кириллическую Д, которая, по её мнению, приносит удачу.
Первый студийный альбом певицы под названием «Csillag» (в переводе с венг. — «Звезда») был выпущен 20 января 2022 года. Музыкальный журнал «Recorder» отметил, что «Дорина Такач просто очень красиво поёт, часто по частям, как хор. <…> Смело отказываясь от более очевидной „хитовости“ своих ранних песен, на протяжении всего альбома она интригует слушателя впечатляющей, но не надуманной драматургией».
В январе 2022 года Дeva была удостоена премии «Music Moves Europe Award».

## Дискография
- Csillag (в переводе с венг. — «Звезда», 2022)